# Stanley Cwiklinski

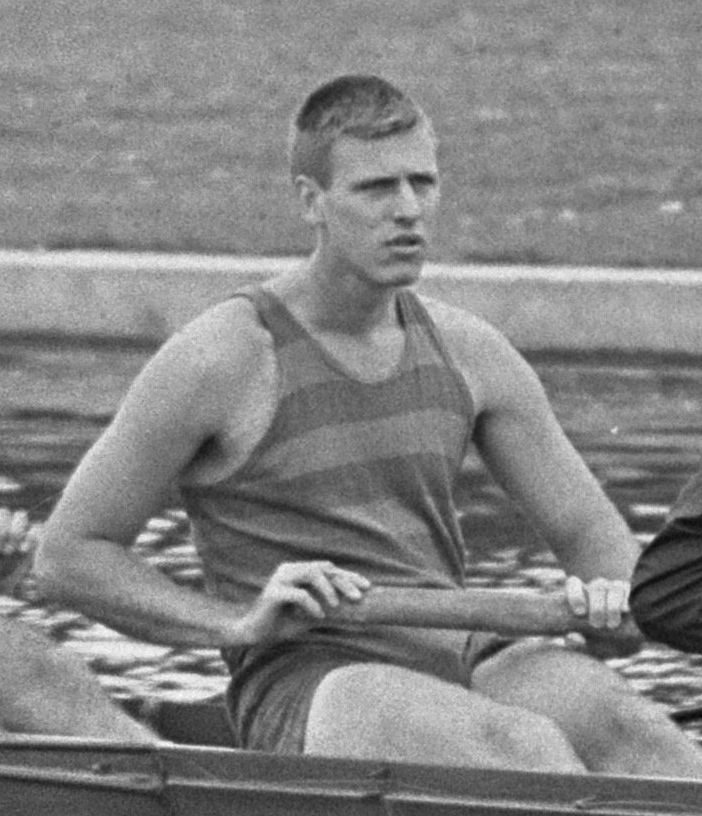
Stanley Cwiklinski (1964 in Amsterdam)

Stanley „Stan“ Francis Cwiklinski (* 25. Juli 1943 in New Orleans) ist ein ehemaliger amerikanischer Ruderer.
Der 1,89 m große Stanley Cwiklinski ruderte am LaSalle College und gehörte zuerst der Fairmount Rowing Association in Philadelphia an. 1963 schloss er sich dem Vesper Boat Club an. Bei den Olympischen Spielen 1964 stellte mit dem Boot vom Vesper Boat Club erstmals seit 1904 ein Verein den US-Achter und nicht eine Hochschule. Der US-Achter war Außenseiter gegen den favorisierten Deutschland-Achter. Die beiden Boote trafen bereits im ersten Vorlauf aufeinander und der Deutschland-Achter siegte mit 0,28 Sekunden Vorsprung. Im Finale siegte das US-Boot mit über fünf Sekunden Vorsprung. 
1965 nahm Cwiklinski zu dem US-Achter an den Europameisterschaften 1965 in Duisburg teil. Hinter dem Deutschland-Achter und dem Boot aus der Sowjetunion gewann der US-Achter die Bronzemedaille. Cwiklinski war später Offizier der United States Navy.